# Шамп (криптозоологија)
Шамп или Шампи је име дато криптозоолошком бићу које наводно живи у језеру Шамплејн. Наводно се појављивао у две државе, Канади и САД. Иако не постоји нити један научни доказ да ово биће постоји, било је преко 300 пријављених бића. Ова легенда привлачи туристе у многе области као што су Берлингтон и Платсбург.

## Станиште
Језеро Шамплејн је дугачко 201 километар, и само је неколико миља удаљено од Квебека. У селу Порт Хенри се одржава "дан Шампа" прве суботе сваког августа. У неким селима и градовима око језера користи се илустрација Шампа као лого.

## Мансијева фотографија
Године 1977. Сандра Манси је била на одмору са својом породицом на језеру Шамплејн. Тада је усликала фотографију на којој се види како чудни објекат вири из језера. Постоје многе теорије како то што је усликала никако не може бити Шамп. Разлог је што цели залив у којем је фотографија настала није дубљи од 4 метра. Говори се како је немогуће да се створење налик Шампу могло тамо сакрити и пливати, најме Шамп се описује као пуно веће створење. Такође се говори како је на фотографији само дрво које плива на води.